# The Hit Sound of the Everly Brothers
The Hit Sound of the Everly Brothers è un album in studio del duo musicale statunitense The Everly Brothers, pubblicato nel 1967.

## Tracce
Side 1
1. Blueberry Hill (Al Lewis, Vincent Rose, Larry Stock) – 3:02
2. I'm Movin' On (Hank Snow) – 2:28
3. Devil's Child (Irwin Levine, Neil Sheppard) – 2:40
4. Trains and Boats and Planes (Burt Bacharach, Hal David) – 3:03
5. Sea of Heartbreak (Hal David, Paul Hampton) – 2:22
6. Oh, Boy! (Norman Petty, Bill Tilghman, Sonny West) – 2:47

Side 2
1. (I'd Be) A Legend in My Time (Don Gibson) – 2:47
2. Let's Go Get Stoned (Josephine Armstead, Nickolas Ashford, Valerie Simpson) – 3:07
3. Sticks and Stones (Henry Glover, Titus Turner) – 2:48
4. The House of the Rising Sun (Terry Holmes, Alan Price, Nicholas Ray, Josh White) – 4:36
5. She Never Smiles Anymore (Jimmy Webb) – 3:19
6. Good Golly Miss Molly (Robert Blackwell, John Marascalco) – 2:49